# Ситцевая улица (мультфильм)
«Ситцевая улица» — советский мультипликационный фильм 1964 года, сказка про девочку, которая попадает на фабрику и узнаёт, как делается ситец.

## Сюжет
Девочка собирается на праздник в Доме пионеров, куда у неё есть пригласительный билет. Она обнаруживает, что все её платья либо грязные, либо порванные, и бежит в магазин детской одежды. Однако, когда она пытается снять с вешалки платья, те улетают от неё. Девочка выбегает на улицу за платьями, и в это время из едущих мимо грузовиков с хлопком падает какой-то белый комочек, похожий на снег. Но это оказывается не снег, а хлопок по имени Пушок, который рассказывает, как на поле растёт хлопчатник. Затем он приводит девочку на ткацкую фабрику и показывает, как на ткацком станке и других машинах из хлопка получается ткань — ситец. С помощью новых друзей с ситцевой фабрики — Пушка, Шпульки и Челночка — девочка получает новое платьице. Она обещает исправиться и идёт на праздник.

## Создатели
| сценарий                  | Е. Жуковской |
| текст песен               | Юрия Яковлева |
| режиссёр                  | Пётр Носов |
| художники-постановщики    | Макс Жеребчевский, Константин Карпов |
| композитор                | Александр Зацепин |
| оператор                  | Екатерина Ризо |
| звукооператор             | Георгий Мартынюк |
| художники-мультипликаторы | Владимир Пекарь, Борис Петин, Владимир Попов, Ирина Светлица, Эльвира Маслова, Светлана Жутовская, Галина Любарская, Юрий Бутырин, Иван Давыдов, Владимир Крумин, Лидия Резцова, Антонина Коровина, Елизавета Комова, Леонид Каюков, Иосиф Куроян, Владимир Зарубин, Борис Чани, Татьяна Сазонова |
| роли озвучивали и пели    | Галина Иванова — девочка, Валентина Туманова — Пушок, Олег Анофриев — Челнок / хлопкоочистительная машина, Маргарита Суворова — платье из магазина / гладильная машина («гребешок») / Шпулька |
| квартет под руководством  | Р. Романовской |